# Pebmarsh
Pebmarsh is een civil parish in het bestuurlijke gebied Braintree, in het Engelse graafschap Essex.